# Fehéroroszország a 2022. évi téli olimpiai játékokon
Fehéroroszország a kínai Pekingben megrendezett 2022. évi téli olimpiai játékok egyik részt vevő nemzete volt. Az országot az olimpián 6 sportágban 26 sportoló képviselte, akik összesen 2 érmet szereztek.

## Érmesek
| Érem  | Versenyző     | Sportág      | Versenyszám                  |
| ----- | ------------- | ------------ | ---------------------------- |
| Ezüst | Anton Smolski | Biatlon      | Férfi 20 km egyéni indításos |
| Ezüst | Hanna Huskova | Síakrobatika | Női ugrás                    |

## Alpesisí
Női
| Versenyző      | Versenyszám | 1. futam | 1. futam | 2. futam | 2. futam | Összesítés | Összesítés |
| Versenyző      | Versenyszám | Idő      | Hely.    | Idő      | Hely.    | Idő        | Helyezés   |
| -------------- | ----------- | -------- | -------- | -------- | -------- | ---------- | ---------- |
| Maria Shkanova | Műlesiklás  | 54,79    | 25.      | 53,10    | 11.      | 1:47,89    | 20.        |

## Biatlon
Férfi
| Versenyző                                                     | Versenyszám            | Időeredmény | Lövőhiba    | Helyezés                 |
| ------------------------------------------------------------- | ---------------------- | ----------- | ----------- | ------------------------ |
| Mikita Labastau                                               | 20 km egyéni indításos | 54:29,7     | 4 (1+2+0+1) | 47.                      |
| Mikita Labastau                                               | 10 km sprint           | 26:47,0     | 4 (2+2)     | 57.                      |
| Mikita Labastau                                               | 12,5 km üldözőverseny  | 45:42,0     | 6 (3+0+1+2) | 45.                      |
| Dzmitry Lazouski                                              | 10 km sprint           | 27:22,9     | 3 (0+3)     | 78.                      |
| Dzmitry Lazouski                                              | 20 km egyéni indításos | 55:26,4     | 4 (3+0+1+0) | 58.                      |
| Anton Smolski                                                 | 20 km egyéni indításos | 49:02,2     | 0 (0+0+0+0) | 2. helyezett, ezüstérmes |
| Anton Smolski                                                 | 15 km tömegrajtos      | 41:22,3     | 4 (1+1+0+2) | 17.                      |
| Anton Smolski                                                 | 10 km sprint           | 25:12,9     | 1 (0+1)     | 10.                      |
| Anton Smolski                                                 | 12,5 km üldözőverseny  | 42:48,2     | 6 (1+1+3+1) | 14.                      |
| Maksim Varabei                                                | 20 km egyéni indításos | 58:59,5     | 8 (1+3+2+2) | 86.                      |
| Maksim Varabei                                                | 10 km sprint           | 27:10,4     | 4 (3+1)     | 71.                      |
| Mikita Labastau Dzmitry Lazouski Anton Smolski Maksim Varabei | 4 × 7,5 km váltó       | 1:21:49,2   | 2+11        | 8.                       |

Női
| Versenyző                                                        | Versenyszám            | Időeredmény | Lövőhiba    | Helyezés |
| ---------------------------------------------------------------- | ---------------------- | ----------- | ----------- | -------- |
| Dzinara Alimbekava                                               | 15 km egyéni indításos | 44:44,4     | 1 (0+0+0+1) | 5.       |
| Dzinara Alimbekava                                               | 12,5 km tömegrajtos    | 42:19,2     | 6 (1+1+2+2) | 12.      |
| Dzinara Alimbekava                                               | 7,5 km sprint          | 22:12,8     | 1 (0+1)     | 15.      |
| Dzinara Alimbekava                                               | 10 km üldözőverseny    | 38:13,7     | 3 (0+0+3+0) | 19.      |
| Elena Kruchinkina                                                | 15 km egyéni indításos | 49:56,8     | 4 (0+3+0+1) | 48.      |
| Elena Kruchinkina                                                | 7,5 km sprint          | 24:10,1     | 4 (1+3)     | 70.      |
| Iryna Leshchanka                                                 | 15 km egyéni indításos | 49:10,3     | 4 (1+1+1+1) | 41.      |
| Iryna Leshchanka                                                 | 7,5 km sprint          | 23:32,5     | 3 (2+1)     | 60.      |
| Iryna Leshchanka                                                 | 10 km üldözőverseny    | 38:16,9     | 2 (0+0+0+2) | 20.      |
| Hanna Sola                                                       | 15 km egyéni indításos | 50:35,9     | 7 (3+2+1+1) | 54.      |
| Hanna Sola                                                       | 12,5 km tömegrajtos    | 41:57,2     | 8 (2+2+1+3) | 10.      |
| Hanna Sola                                                       | 7,5 km sprint          | 22:36,4     | 4 (1+3)     | 26.      |
| Hanna Sola                                                       | 10 km üldözőverseny    | 36:45,8     | 3 (1+1+1+0) | 4.       |
| Dzinara Alimbekava Elena Kruchinkina Iryna Leshchanka Hanna Sola | 4 × 6 km váltó         | 1:16:34,4   | 5+16        | 13.      |

Vegyes
| Versenyző                                                   | Versenyszám  | Időeredmény | Lövőhiba | Helyezés |
| ----------------------------------------------------------- | ------------ | ----------- | -------- | -------- |
| Dzinara Alimbekava Mikita Labastau Anton Smolski Hanna Sola | Vegyes váltó | 1:08:00,2   | 2+10     | 6.       |

## Gyorskorcsolya
Férfi
| Versenyző         | Versenyszám | Eredmény | Helyezés |
| ----------------- | ----------- | -------- | -------- |
| Ignat Golovatsiuk | 500 m       | 37,05    | 30.      |
| Ignat Golovatsiuk | 1000 m      | 1:08,64  | 6.       |

Női
| Versenyző        | Versenyszám | Eredmény | Helyezés |
| ---------------- | ----------- | -------- | -------- |
| Hanna Nifantava  | 500 m       | 38,30    | 19.      |
| Ekaterina Sloeva | 1000 m      | 1:16,83  | 21.      |
| Ekaterina Sloeva | 1500 m      | 1:58,41  | 16.      |
| Maryna Zuyeva    | 1500 m      | 1:59,82  | 23.      |
| Maryna Zuyeva    | 3000 m      | 4:08,70  | 16.      |
| Maryna Zuyeva    | 5000 m      | 7:02,91  | 9.       |

Tömegrajtos
| Versenyző           | Versenyszám | Elődöntő | Elődöntő | Elődöntő | Döntő   | Döntő   | Helyezés |
| Versenyző           | Versenyszám | Pont     | Idő      | Hely.    | Pont    | Idő     | Helyezés |
| ------------------- | ----------- | -------- | -------- | -------- | ------- | ------- | -------- |
| Ignat Golovatsiuk   | Férfi       | 0        | 7:53,59  | 13.      | kiesett | kiesett | 24.      |
| Yauheniya Varabyova | Női         | 2        | 8:43,65  | 9.       | kiesett | kiesett | 18.      |
| Maryna Zuyeva       | Női         | 2        | 8:31,54  | 8.       | 4       | 8:20,10 | 6.       |

Csapatverseny
| Versenyző                                          | Versenyszám | Negyeddöntő              | Negyeddöntő | Elődöntő     | Döntő                                     | Döntő    |
| Versenyző                                          | Versenyszám | Ellenfél Idő             | Hely.       | Ellenfél Idő | Ellenfél Idő                              | Helyezés |
| -------------------------------------------------- | ----------- | ------------------------ | ----------- | ------------ | ----------------------------------------- | -------- |
| Ekaterina Sloeva Yauheniya Varabyova Maryna Zuyeva | Női         | Kanada (CAN) · V 3:02,00 | 8.          |              | D döntő · Lengyelország (POL) · V 3:03,19 | 8.       |

## Műkorcsolya
| Versenyző           | Versenyszám  | Rövid program | Rövid program | Kűr    | Kűr   | Összesítés | Összesítés |
| Versenyző           | Versenyszám  | Pont          | Hely.         | Pont   | Hely. | Pont       | Helyezés   |
| ------------------- | ------------ | ------------- | ------------- | ------ | ----- | ---------- | ---------- |
| Konstantin Milyukov | Férfi egyéni | 78,49         | 21.           | 143,73 | 20.   | 222,22     | 20.        |
| Viktoriia Safonova  | Női egyéni   | 61,46         | 16.           | 123,37 | 13.   | 184,83     | 13.        |

## Síakrobatika
Ugrás
| Versenyző              | Versenyszám | Selejtező  | Selejtező  | Selejtező     | Selejtező     | Selejtező  | Döntő      | Döntő      | Döntő         | Döntő      | Döntő      | Helyezés                 |
| Versenyző              | Versenyszám | 1. forduló | 1. forduló | 2. forduló    | 2. forduló    | 2. forduló | 1. forduló | 1. forduló | 1. forduló    | 1. forduló | 2. forduló | Helyezés                 |
| Versenyző              | Versenyszám | Pont       | Hely.      | Pont          | Jobb eredmény | Hely.      | 1. ugrás   | 2.ugrás    | Jobb eredmény | Hely.      | Pont       | Helyezés                 |
| ---------------------- | ----------- | ---------- | ---------- | ------------- | ------------- | ---------- | ---------- | ---------- | ------------- | ---------- | ---------- | ------------------------ |
| Pavel Dzik             | Férfi       | 106,20     | 18.        | 81,45         | 106,20        | 15.        | kiesett    | kiesett    | kiesett       | kiesett    | kiesett    | 22.                      |
| Maksim Gustik          | Férfi       | 109,74     | 16.        | 97,20         | 109,74        | 13.        | kiesett    | kiesett    | kiesett       | kiesett    | kiesett    | 20.                      |
| Stanislau Hladchenka   | Férfi       | 115,49     | 10.        | 107,69        | 115,49        | 6.         | 115,93     | 116,29     | 116,29        | 6.         | kiesett    | 11.                      |
| Anastasiya Andryianava | Női         | 81,58      | 11.        | nem indult el | 81,58         | 6.         | 59,22      | 70,11      | 70,11         | 12.        | kiesett    | 12.                      |
| Anna Derugo            | Női         | 58,59      | 24.        | 53,65         | 58,59         | 18.        | kiesett    | kiesett    | kiesett       | kiesett    | kiesett    | 24.                      |
| Hanna Huskova          | Női         | 92,00      | 6.         | kiemelt       | kiemelt       | kiemelt    | 89,41      | 92,00      | 92,00         | 6.         | 107,95     | 2. helyezett, ezüstérmes |

| Versenyző                                       | Versenyszám | 1. forduló | 1. forduló | 2. forduló | 2. forduló |
| Versenyző                                       | Versenyszám | Pont       | Hely.      | Pont       | Hely.      |
| ----------------------------------------------- | ----------- | ---------- | ---------- | ---------- | ---------- |
| Hanna Huskova Stanislau Hladchenko Maxim Gustik | Vegyes      | 273,67     | 6.         | kiesett    | kiesett    |

## Sífutás
Távolsági
Férfi
| Versenyző          | Versenyszám | Idő        | Helyezés   |            |
| ------------------ | ----------- | ---------- | ---------- | ---------- |
| Yahor Shpuntau     | 15 km       | 44:05,2    | 68.        |            |
| Aliaksandr Voranau | 15 km       | nem indult | nem indult | nem indult |

Női
| Versenyző       | Versenyszám | Idő        | Helyezés   |            |
| --------------- | ----------- | ---------- | ---------- | ---------- |
| Hanna Karaliova | 30 km       | nem indult | nem indult | nem indult |

Sprint
| Versenyző                           | Versenyszám         | Selejtező  | Selejtező  | Negyeddöntő | Negyeddöntő | Elődöntő   | Elődöntő   | Döntő   | Helyezés |
| Versenyző                           | Versenyszám         | Idő        | Hely.      | Idő         | Hely.       | Idő        | Hely.      | Idő     | Helyezés |
| ----------------------------------- | ------------------- | ---------- | ---------- | ----------- | ----------- | ---------- | ---------- | ------- | -------- |
| Yahor Shpuntau                      | Férfi egyéni sprint | 3:02,17    | 53.        | kiesett     | kiesett     | kiesett    | kiesett    | kiesett | 53.      |
| Aliaksandr Voranau                  | Férfi egyéni sprint | nem indult | nem indult | kiesett     | kiesett     | kiesett    | kiesett    | kiesett | kiesett  |
| Yahor Shpuntau Aliaksandr Voranau   | Férfi csapatsprint  |            |            |             |             | 20:34,07   | 6.         | kiesett | 12.      |
| Hanna Karaliova Anastasia Kirillova | Női csapatsprint    |            |            |             |             | nem indult | nem indult | kiesett | kiesett  |